# Łopian większy

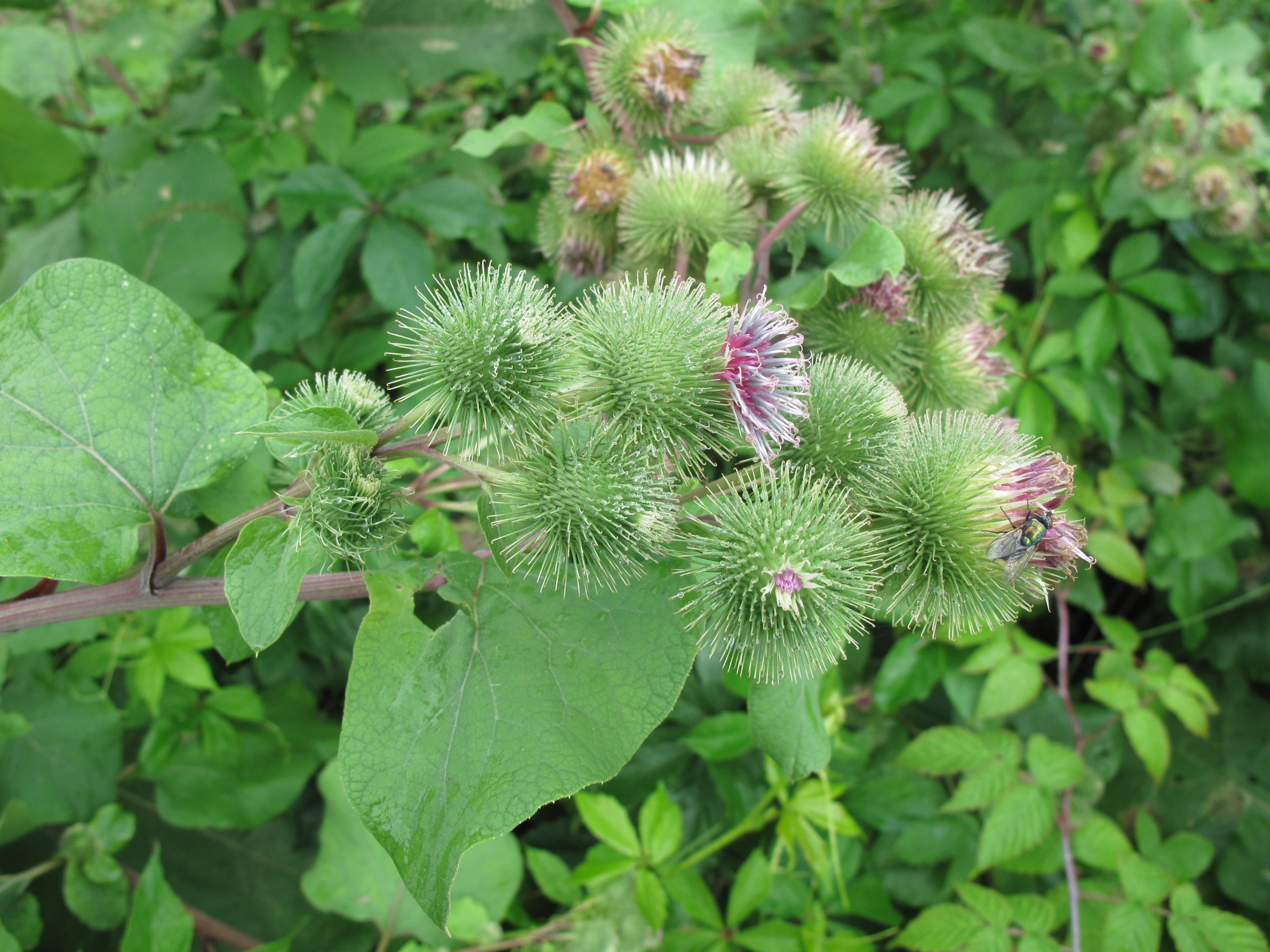
Kwiatostany

Łopian większy (Arctium lappa L.) – gatunek rośliny z rodziny astrowatych. Inne (ludowe) nazwy: łopuch, głowacz, kostropień, topień, dziady. Występuje w Europie, na Syberii, w Himalajach, Chinach, Japonii, Azji Mniejszej, na Kaukazie, a jako gatunek zawleczony również w Ameryce Północnej i Południowej. Jest pospolity na terenie całej Polski. Status gatunku we florze Polski: gatunek rodzimy.

## Morfologia
PokrójDuża roślina zielna, szeroko się rozrastająca i osiągająca do 2 m wysokości. W pierwszym roku wegetacji tworzy różyczkę liściową dużych liści, dopiero w drugim roku z korzenia wyrasta łodyga kwiatowa.
KorzeńGruby, mięsisty, białej barwy korzeń osiąga do 0,5 m długości. Jest silnie rozgałęziony. Ma słaby, nieco nieprzyjemny zapach i słodkawy smak.
ŁodygaWzniesiona, gruba i mocna łodyga silnie rozgałęzia się.
LiścieLiście tworzące się w pierwszym roku w różyczce są duże, sercowate i spodem szarawe. Brzegi blaszki liściowej ząbkowane. Na łodydze też wyrastają liście, ale dużo mniejsze.
KwiatyKwiaty zebrane są w koszyczki osiągające 2–2,5 cm wysokości i 3,5–4 cm szerokości. Koszyczki wyrastające na długich szypułkach w górnej części łodygi tworzą wiechę. Bardzo charakterystyczną cechą jest to, ze koszyczki mają od zewnątrz zielone, nagie, haczykowate łuski okrywy. Wewnętrzna warstwa okrywy to szczeciniaste plewinki. Kwiaty fioletowo-różowej barwy.
OwocNiełupka.

## Biologia i ekologia
Roślina dwuletnia, hemikryptofit. Jest pospolity na całym niżu Polski, w górach jest nieco rzadszy i spotkać go można tylko w niższych partiach gór. Rośnie na dobrych glebach, przy drogach, na przychaciach, w zaroślach nadrzecznych. Roślina ruderalna. W klasyfikacji zbiorowisk roślinnych gatunek charakterystyczny dla O. Artemisietalia, Ass. Arctio-Artemisietum. Przedprątne kwiaty kwitną w miesiącach VII – VIII, zapylane są przez owady. Owoce rozsiewane są głównie przez zwierzęta (zoochoria), do sierści których koszyczki kwiatowe przyczepiają się haczykowatymi łuskami okrywy koszyczka. Liczba chromosomów 2n = 18, 32, 34, 36.

## Zmienność
Tworzy mieszańce z innymi łopianami: gajowym Arctium nemorosum – A. × cimbricum (E.H.L.Krause) Hayek, mniejszym A. minus – A. × nothum (Ruhmer) Weiss i pajęczynowatym A. tomentosum – A. × ambiguum (Čelak.) Nyman.

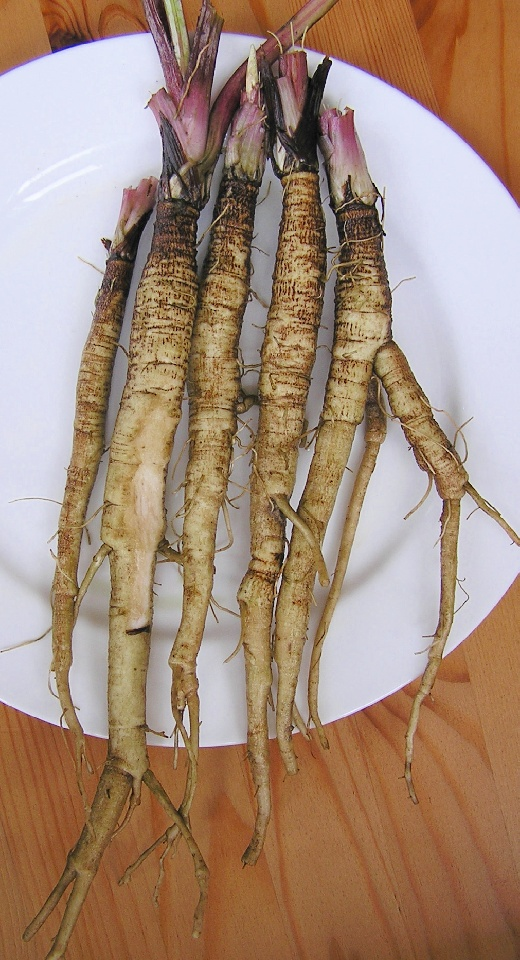
Korzenie

## Zastosowanie
- Roślina lecznicza:
  - Surowiec zielarski: Wykorzystuje się głównie korzenie (Radix Bardanae). Wytwarza się z niego olej z łopianu. Korzenie zawierają cukier inulinę, białka, tłuszcze, związki poliacetylenowe, fitosterole, nieduże ilości olejków eterycznych, glikozydy, saponiny, dużo siarki, fosforu, witaminę C.
  - Działanie: Wykazuje silne działanie antybakteryjne, grzybobójcze, przeciwzapalne. Działa także moczopędnie i napotnie. Zmniejsza wydzielanie soku żołądkowego, zwiększa natomiast wydzielanie śluzów w przewodzie pokarmowym. Dlatego też korzeń łopianu stosowany jest wewnętrznie w leczeniu nieżytów przewodu pokarmowego, w stanach zapalnych dróg moczowych i pęcherzyka żółciowego, w niewydolności wątroby, zaburzeniach przemiany materii. Wykazuje też pozytywne działanie na skórę. Zewnętrznie stosowany jest do leczenia czyraków, trądziku, świądu skóry, łupieżu. Zapobiega również wypadaniu włosów i łupieżowi. Do tych celów najlepiej jest wykonać z korzenia łopianu macerat, odwar lub sok. Macerat można uzyskać za pomocą miksera, lub tarki ręcznej, sok można otrzymać z maceratu przeciskając go przez sitko, lub za pomocą sokowirówki. Maceratem lub szmatką nasyconą sokiem łopianu obkłada się odpowiednie miejsca na skórze.
  - Zbiór i suszenie: Korzenie wykopuje się już jesienią pierwszego roku wegetacji, gdy roślina nie wytworzyła jeszcze łodygi kwiatowej, lub na drugi rok na wiosnę. Korzeń myje się, suszy, kroi na mniejsze kawałki i suszy w temperaturze 50 – 60 stopni Celsjusza[8][9].
- Korzeń łopianu, łodygi i ogonki liściowe są jadalne (na surowo). Można je też kisić,
- Indianie Irokezi suszyli korzenie łopianu przy ogniu i gromadzili na zimę. Jedli je po dłuższym moczeniu w wodzie,
- W Japonii, Chinach i na Jawie uprawia się go jako warzywo.
- W Wielkiej Brytanii z korzenia łopianu w połączeniu z korzeniem mniszka lekarskiego produkuje się orzeźwiający napój sprzedawany w podobnej formie jak inne napoje gazowane np. coca-cola. Funkcjonuje on pod nazwą Dandelion and burdock.